# Rink van der Veldepriis
De Rink van der Veldepriis is een literaire prijs, die is bedoeld voor in boekvorm verschenen oorspronkelijk en nieuw proza in het Fries of in een van de streektalen die in Friesland worden gebruikt.
De Rink van der Veldepriis werd in 2003 ingesteld door de gemeente Smallingerland en uitgeverij de Friese Pers Boekerij, ter nagedachtenis aan de Friese schrijver Rink van der Velde (1932-2001). De organisatie wordt verzorgd door de stichting It Fryske Boek. De prijs wordt sinds 2004 eens in de twee jaar uitgereikt en bestaat uit een beeldje van de Drachtster kunstenaar Anne Woudwijk en een geldbedrag (in 2018: 2000 euro).

## Winnaars
- 2004: Koos Tiemersma voor zijn roman De ljedder
- 2006: Harmen Wind voor zijn roman It ferset
- 2008: Auck Peanstra voor haar roman Sitebuorren, myn eigen paradys
- 2010: Arjen Terpstra voor zijn roman De hearen fan Fryslân
- 2012: Ferdinand de Jong voor zijn roman It dak fan de wrâld
- 2014: Ale S. van Zandbergen voor zijn roman Littenser Merke
- 2016: Anne Feddema voor zijn roman De triennen fan Cheetah
- 2018: Willem Schoorstra voor zijn roman De nacht fan Mare
- 2020: Johan Veenstra voor zijn roman Vroeger is veurgoed veurbi'j
- 2022: Leo Popma - voor zijn roman It sket fan Toussaint
- 2024: Gerard de Jong - voor zijn roman Blau fan dagen, griis fan ônrust